# Stratiomys currani
Stratiomys currani är en tvåvingeart som beskrevs av James 1932. Stratiomys currani ingår i släktet Stratiomys och familjen vapenflugor. Inga underarter finns listade i Catalogue of Life.